# Аржанов, Пётр Михайлович
Пётр Михайлович Аржанов (1 июня 1901; Самара — 17 октября 1978; Москва) — советский актёр театра и кино. Заслуженный артист РСФСР (1954).

## Биография
Родился 1 июня 1901 года. Сценическую деятельность начал в 1920 году в Самаре (Профсоюзный театр). С 1925 года в Москве был членом театрального движения «Синяя блуза», одновременно занимался в ГИТИСе (педагоги А. П. Петровский, Б. M. Сушкевич, С. Г. Бирман).
В 1928 году по окончании ГИТИСа был принят в МХАТ. В 1929 году перешёл в Реалистический театр, созданный на основе 4-й Студии МХАТ. На сцене этого театра сыграл одну из своих лучших ролей — Костю-капитана («Аристократы» Погодина).
В 1937—1941 и 1946—1948 годах — в труппе Камерного театра.
В 1941—1946 годах работал в Московском театре драмы под руководством H. M. Горчакова.
С 1949 года — актёр Московского театра имени Вл. Маяковского.
Ушёл из жизни в 1978 году. Похоронен на Ваганьковском кладбище (участок 4).

## Роли в театре

### Реалистический театр
- «Аристократы» Погодина — Костя

### Московский театр драмы
- «Русские люди» К. Симонова — капитан Сафонов
- «Парень из нашего города» К. Симонова — Луконин
- «Давным-давно» А. Гладкова — Ржевский

### Камерный театр
- «Кочубей» Первенцева — Кочубей
- «Очная ставка» бр. Тур и Л. Шейнина — Ларцев
- «Золото» Филимонова и Дистлера — Степан
- «Он пришёл» Дж. Пристли — Джеральд

### Театр им. Маяковского
- «Леди и джентльмены» Хелман — Оскар
- «Гостиница „Астория“» А. Штейна — Троян
- «Украденная жизнь» Каору Моримото — Синтаро
- «Мамаша Кураж и её дети» Брехта — Повар
- «Таня»
- «Молодая Гвардия»

## Фильмография
- 1935 — «Бежин луг» — начполит
- 1937 — «Ущелье Аламасов» — директор нефтяной компании
- 1938 — «Морской пост» — японский офицер
- 1939 — «Гость» — шпион
- 1940 — «Небеса» — товарищ Орешкина
- 1947 — «Подвиг разведчика» — Карповский, он же Штюбинг
- 1948 — «Третий удар» — румынский генерал Теодереску
- 1949 — «Сталинградская битва» — Станеску
- 1950 — «Огни Баку» — Фернандо Гарсия
- 1957 — «Братья» — иностранец
- 1957 — «Партизанская искра» — начальник жандармского поста
- 1964 — «Космический сплав» — эпизод
- 1969 — «Здравствуйте, наши папы!» (фильм-спектакль) — Пётр Петрович Сверчков
- 1972 — «За твою судьбу» — полковник
- 1974 — «Агония» — И. Л. Горемыкин
- 1975 — «Последняя жертва» — князь Бартемьев
- 1975 — «Чужие письма» — Николай Артёмович

## Радиоспектакли
- 1965 — «Полный поворот кругом» (режиссёр Андрей Тарковский) — приказчик